# Froelichia nudicaulis
Froelichia nudicaulis är en amarantväxtart som beskrevs av Joseph Dalton Hooker. Froelichia nudicaulis ingår i släktet Froelichia och familjen amarantväxter. Utöver nominatformen finns också underarten F. n. lanigera.